# Parkhaus Gessnerallee
Das Parkhaus Gessnerallee, auch City Parking, ist ein viergeschossiges unterirdisches Parkhaus in der Zürcher Innenstadt, das vollständig unter einer Strasse angeordnet ist und als Ersatz für die aufgehobenen Parkdecks Gessnerallee und Stauffacherquai gebaut wurde. Das am 9. Juni 2004 eröffnete Parkhaus befindet sich unter der Gessnerallee. Betreiberin ist die City Parkhaus AG, deren Aktionäre aus dem Umfeld der City Vereinigung Zürich stammen.

## Geschichte
Dem Bau des Parkhauses ging ein langwieriger Streit um Parkplätze in der Innenstadt voraus, der im historischen Kompromiss von 1996 endete. Es war nach über 25 Jahren das erste öffentliche Parkhaus, das in der Innenstadt gebaut wurde. Die Anlage ersetzte nicht nur die Parkplätze der als Provisorium gebauten Parkdecks über der Sihl, sondern auch die Parkplätze am Rennweg, an der Schützengasse und auf dem Beatenplatz. Die Aufhebung der Parkplätze wurde vor allem von der Grünen-Politikerin Ruth Genner vorangetrieben, die zur Zeit der Entscheidung Vorsteherin des Tiefbauamts war. Das bürgerliche Lager wehrte sich dagegen mit dem Hinweis, dass das Gewerbe gefährdet sei und Kunden der Geschäfte vergrault würden, wegen den fehlenden Parkplätzen.
Das Parkhaus wurde ohne Unterbrechung des Verkehrs auf der Gessnerallee in Deckelbauweise gebaut. Zuerst mussten 14'600 Quadratmeter Schlitzwände 20 m abgeteuft werden und der Deckel auf den gewachsenen Boden betoniert werden, bevor der Aushub beginnen konnte. Die Deckelbauweise wurde auch für die Untergeschosse angewandt. Für die Wasserhaltung waren zehn Filterbrunnen notwendig, weil die unteren beiden Parkebenen vollständig im Grundwasser stehen. Die Baukosten betrugen 46,3 Mio. Franken.
Nach der Eröffnung hatte das Parkhaus nur eine geringe Auslastung, was auf die Bautätigkeit rund um den Hauptbahnhof zurückgeführt wurde, erreichte aber bereits 2005 Auslastungen von 50 bis 60 %. Das Parkhaus ist als einziges Parkhaus in Zürich Träger des European Gold Standard Parking Awards, der von der European Parking Association für besonders kundenfreundliche Parkhäuser vergeben wird, der bis 2020 nur zweimal einem Parkhaus in der Schweiz verliehen wurde. Es ist auch eines der wenigen der Stadt, bei dem Personal rund um die Uhr vor Ort ist.
Nach zehn Betriebsjahren wurde 2014 bei einer Zustandsuntersuchung Risse im Oberflächenschutzsystem der Parkflächen festgestellt, die vor allem in den Achsen der Stützen aufgetreten waren. Ab 2018 wurde deshalb das Parkhaus schrittweise mit einem kathodischen Korrosionsschutzsystem (KKS) versehen, das verhindert, dass die Armierungseisen korrodieren.

## Bauwerk
Das Parkhaus ist ein 300 m langer unterirdischen Bau unter der Gessnerallee. Auf vier Parkebenen sind 620 Plätze für Fahrzeuge bis zu einer Höhe von 2,1 m angeordnet. Die Parkdecks werden über zwei Wendeln erschlossen: eine am Südende für die Einfahrt, eine am Nordende für die Ausfahrt der Autos. Der Einfahrt ins Parkhauses erfolgt von der Gessnerallee nach den alten Stallungen der alten Kaserne kurz vor dem Geschäftshaus Ober. Für Fussgänger gibt es drei Zugänge, die über Lifte und Treppen verfügen. Die Liftschächte sind aus Glas ausgeführt und dienen gleichzeitig als Lichtschächte, sodass auch in die unteren Parkebenen Tageslicht gelangt. Jeder Schacht umfasst jeweils zwei Aufzüge.
Die Wände der Parkebenen sind mit Bildern gestaltet, die von Sponsoren aus einer Datenbank ausgewählt werden konnten. Im Gegenzug erhielten die Sponsoren das Recht, ihre Werbung auf einem Streifen über den Bildern zu platzieren. Nach den Initianten sollte dadurch eine 1400 Meter lange Drive-In-Kunstgalerie entstehen. Kritiker halten vor, dass die Bilder durch die geparkten Autos nicht mehr sichtbar seien, nur noch die Werbung, und dass die Künstler ungenügend entlöhnt würden.